# Mélanippos fils d'Astacos
Pour les articles homonymes, voir Mélanippos.
Dans la mythologie grecque, Mélanippos (en grec ancien Μελάνιππος), fils d'Astacos, est un guerrier qui prend part à la défense de Thèbes contre l'expédition des Sept chefs argiens.

## Mythe
Dans la tragédie d'Eschyle Les Sept contre Thèbes (Ve siècle av. J.-C.), Mélanippos est un fils d'Astacos qui combat parmi les défenseurs de Thèbes, et c'est lui qu'Étéocle choisit pour s'opposer à l'avancée de Tydée à la porte Proitide, dans la scène où il répartit ses forces aux sept portes de la ville.
Au cours des combats, Mélanippos tue deux héros argiens importants : Mécistée, frère d'Adraste roi d'Argos, et Tydée,. 
Dès le début du Ve siècle av. J.-C., le poète Pindare fait allusion à la participation de Mélanippos à la guerre dans sa onzième Néméenne.
Stace, dans la Thébaïde, une épopée qu'il compose au Ier siècle, met en scène Mélanippos au livre VIII. Il blesse mortellement Tydée de loin d'un jet de lance et tente peureusement de se dissimuler aux regards, mais celui-ci trouve la force de lui lancer à son tour son javelot et de le blesser lui aussi à mort. Tydée réclame alors à Hippomédon et à Capanée la tête de son ennemi : ils décapitent Mélanippos agonisant et apportent sa tête à Tydée, qui boit son sang avant de mourir. À cette vue, la déesse Athéna se détourne et va purifier son regard. Selon Pausanias, c'est le devin Amphiaraos qui tue Mélanippos.

## Culte héroïque
L'historien Hérodote, dans ses Histoires, rapporte que le tyran de Sicyone, Clisthène, introduisit dans sa ville un culte héroïque en l'honneur de Mélanippos, afin de dépouiller de ses honneurs le héros qui y était jusque-là révéré principalement, celui d'Adraste, roi d'Argos et héros de l'expédition des Sept mais ayant combattu dans le camp adverse : Clisthène, qui était alors en guerre contre Argos, refusait de laisser un culte héroïque en l'honneur d'un Argien dans sa villeAu IIe siècle, Pausanias rapporte avoir vu à Thèbes plusieurs tombes consacrées aux héros de la guerre des sept chefs, dont celle de Mélanippos près de la porte Proitide, où passait alors la route menant à Chalcis.